# 馬孔艾島
馬孔艾島（發音：[makoˈŋai]；亦作Makongai）是斐濟的島嶼，位於太平洋海域，屬於洛邁維蒂群島的一部分，長4.6公里、寬3.2公里，面積8.4平方公里，海岸線長度267公里，該島曾經用作麻风病疗养地用途。
17°27′S 178°58′E / 17.450°S 178.967°E